# Vuelta a Austria 2016
La 68.ª edición de la Vuelta a Austria (oficialmente: Int. Österreich-Rundfahrt-Tour of Austria) se celebró entre el 2 y el 9 de julio de 2016 con inicio en la ciudad de Kitzbüheler Horn y final en la ciudad de Viena en Austria. El recorrido consistió de un total de 8 etapas sobre una distancia total de 1287,6 km.
La carrera hizo parte del circuito UCI Europe Tour 2017 dentro de la categoría 2.1 y fue ganada por el ciclista checo Jan Hirt del equipo CCC Sprandi Polkowice. El podio lo completaron el ciclista francés Guillaume Martin del equipo Wanty-Groupe Gobert y el suizo Patrick Schelling del equipo Vorarlberg.

## Equipos participantes
Tomaron la partida un total de 19 equipos, de los cuales 1 fue de categoría UCI WorldTeam, 10 de categoría Profesional Continental y 8 de categoría Continentales, quienes conformaron un pelotón de 133 ciclistas de los cuales terminaron 111.
| WorldTeam- Astana Equipos continentales profesionales (10)- Bardiani CSF - CCC Sprandi Polkowice - Cofidis, Solutions Crédits - Delko-Marseille Provence-KTM - Drapac - Gazprom-RusVelo - Roompot-Oranje Peloton - Team Roth - Stölting Service Group - Wanty-Groupe Gobert Equipos continentales (8)- Adria Mobil - Amplatz-BMC - Felbermayr Simplon Wels - Hrinkow Advarics Cycleang - Tirol - Vorarlberg - Wibatech Fuji - WSA-Greenlife |
| |

## Recorrido
| Etapa     | Fecha    | Recorrido                    | type             | Distancia (km) | Ganador           | Líder            |
| --------- | -------- | ---------------------------- | ---------------- | -------------- | ----------------- | ---------------- |
| Prólogo   | 2 de jul |                              | cronoescalada    | 0,6            | William Clarke    | William Clarke   |
| 1.ª etapa | 3 de jul | Innsbruck – Salzburgo        | etapa llana      | 186,2          | Nicola Ruffoni    | Nicola Ruffoni   |
| 2.ª etapa | 4 de jul | Mondsee – Steyr              | etapa llana      | 194,3          | Clément Venturini | Andrea Pasqualon |
| 3.ª etapa | 5 de jul | Ardagger – Sonntagberg       | etapa escarpada  | 181,3          | Brendan Canty     | Markus Eibegger  |
| 4.ª etapa | 6 de jul | Rottenmann – Edelweißspitze  | etapa de montaña | 183            | Jan Hirt          | Jan Hirt         |
| 5.ª etapa | 7 de jul | Millstatt am See – Dobratsch | etapa de montaña | 147,3          | Simone Sterbini   | Jan Hirt         |
| 6.ª etapa | 8 de jul | Graz – Stegersbach           | etapa escarpada  | 203,9          | Nicola Ruffoni    | Jan Hirt         |
| 7.ª etapa | 9 de jul | Bad Tatzmannsdorf – Viena    | etapa escarpada  | 179,8          | Frederik Backaert | Jan Hirt         |

## Clasificaciones
Las clasificaciones finalizaron de la siguiente forma:

### Clasificación general
| \| Clasificación general \| Clasificación general \| Clasificación general \| Clasificación general \| Clasificación general \| \| Ciclista \| Ciclista \| Equipo \| Tiempo \| \| \| --------------------- \| --------------------- \| ---------------------------- \| --------------------- \| --------------------- \| \| 1.º \| Jan Hirt \| CCC Sprandi Polkowice \| 30 h 52 min 09 s \| \| \| 2.º \| Guillaume Martin \| Wanty-Groupe Gobert \| + 1 min 17 s \| \| \| 3.º \| Patrick Schelling \| Team Vorarlberg \| + 1 min 29 s \| \| \| 4.º \| Delio Fernández \| Delko-Marseille Provence-KTM \| + 1 min 31 s \| \| \| 5.º \| Stéphane Rossetto \| Cofidis, Solutions Crédits \| + 1 min 49 s \| \| \| 6.º \| Hermann Pernsteiner \| Amplatz-BMC \| + 2 min 21 s \| \| \| 7.º \| Markus Eibegger \| Felbermayr Simplon Wels \| + 3 min 21 s \| \| \| 8.º \| Brendan Canty \| Drapac Professional Cycling \| + 3 min 28 s \| \| \| 9.º \| David Belda \| Roth \| + 3 min 46 s \| \| \| 10.º \| Marco Minnaard \| Wanty-Groupe Gobert \| + 4 min 19 s \| \| |                     |                              |                  |
| |                     |                              |                  |
| Fuente: ProCyclingStats |                     |                              |                  |
| Clasificación general |                     |                              |                  |
| Ciclista | Ciclista            | Equipo                       | Tiempo           |
| 1.º | Jan Hirt            | CCC Sprandi Polkowice        | 30 h 52 min 09 s |
| 2.º | Guillaume Martin    | Wanty-Groupe Gobert          | + 1 min 17 s     |
| 3.º | Patrick Schelling   | Team Vorarlberg              | + 1 min 29 s     |
| 4.º | Delio Fernández     | Delko-Marseille Provence-KTM | + 1 min 31 s     |
| 5.º | Stéphane Rossetto   | Cofidis, Solutions Crédits   | + 1 min 49 s     |
| 6.º | Hermann Pernsteiner | Amplatz-BMC                  | + 2 min 21 s     |
| 7.º | Markus Eibegger     | Felbermayr Simplon Wels      | + 3 min 21 s     |
| 8.º | Brendan Canty       | Drapac Professional Cycling  | + 3 min 28 s     |
| 9.º | David Belda         | Roth                         | + 3 min 46 s     |
| 10.º | Marco Minnaard      | Wanty-Groupe Gobert          | + 4 min 19 s     |

### Clasificación por puntos
| Clasificación por puntos | Clasificación por puntos | Clasificación por puntos     | Clasificación por puntos | Clasificación por puntos |
| Ciclista                 | Ciclista                 | Equipo                       | Puntos                   |                          |
| ------------------------ | ------------------------ | ---------------------------- | ------------------------ | ------------------------ |
| 1.º                      | Frederik Backaert        | Wanty-Groupe Gobert          | 41 pts                   |                          |
| 2.º                      | Delio Fernández          | Delko-Marseille Provence-KTM | 34 pts                   |                          |
| 3.º                      | Markus Eibegger          | Felbermayr Simplon Wels      | 34 pts                   |                          |
| 4.º                      | David Belda              | Roth                         | 34 pts                   |                          |
| 5.º                      | Andrea Pasqualon         | Roth                         | 32 pts                   |                          |
| 6.º                      | Guillaume Martin         | Wanty-Groupe Gobert          | 30 pts                   |                          |
| 7.º                      | Matthias Krizek          | Roth                         | 27 pts                   |                          |
| 8.º                      | Jan Hirt                 | CCC Sprandi Polkowice        | 26 pts                   |                          |
| 9.º                      | Clément Venturini        | Cofidis, Solutions Crédits   | 23 pts                   |                          |
| 10.º                     | Sjoerd van Ginneken      | Roompot-Oranje Peloton       | 23 pts                   |                          |

### Clasificación de la montaña
| Clasificación de la montaña | Clasificación de la montaña | Clasificación de la montaña | Clasificación de la montaña | Clasificación de la montaña |
| Ciclista                    | Ciclista                    | Equipo                      | Puntos                      |                             |
| --------------------------- | --------------------------- | --------------------------- | --------------------------- | --------------------------- |
| 1.º                         | Alessandro Vanotti          | Astana                      | 34 pts                      |                             |
| 2.º                         | David Belda                 | Roth                        | 24 pts                      |                             |
| 3.º                         | Jan Hirt                    | CCC Sprandi Polkowice       | 23 pts                      |                             |
| 4.º                         | Maximilian Kuen             | Amplatz-BMC                 | 18 pts                      |                             |
| 5.º                         | Marcin Mrożek               | CCC Sprandi Polkowice       | 14 pts                      |                             |
| 6.º                         | Simone Sterbini             | Bardiani CSF                | 12 pts                      |                             |
| 7.º                         | Brendan Canty               | Drapac Professional Cycling | 12 pts                      |                             |
| 8.º                         | Nick van der Lijke          | Roompot-Oranje Peloton      | 11 pts                      |                             |
| 9.º                         | Patrick Schelling           | Team Vorarlberg             | 10 pts                      |                             |
| 10.º                        | Alexey Rybalkin             | Gazprom-RusVelo             | 10 pts                      |                             |

### Clasificación por equipos
| Clasificación por equipos | Clasificación por equipos    | Clasificación por equipos | Clasificación por equipos |
| Equipo                    | Equipo                       | Tiempo                    |                           |
| ------------------------- | ---------------------------- | ------------------------- | ------------------------- |
| 1.º                       | Wanty-Groupe Gobert          | 1 h 32 min 46 s           |                           |
| 2.º                       | Drapac                       | + 21 min 13 s             |                           |
| 3.º                       | CCC Sprandi Polkowice        | + 23 min 17 s             |                           |
| 4.º                       | Bardiani CSF                 | + 27 min 10 s             |                           |
| 5.º                       | Amplatz-BMC                  | + 29 min 19 s             |                           |
| 6.º                       | Cofidis, Solutions Crédits   | + 33 min 31 s             |                           |
| 7.º                       | Adria Mobil                  | + 34 min 21 s             |                           |
| 8.º                       | Delko-Marseille Provence-KTM | + 36 min 59 s             |                           |
| 9.º                       | Team Roth                    | + 37 min 11 s             |                           |
| 10.º                      | Roompot-Oranje Peloton       | + 44 min 33 s             |                           |